# 여핵
선형대수학과 범주론에서 여핵(餘核, 영어: cokernel 코커널[*])은 핵에 대한 쌍대(dual) 개념이다. 기호는 {\displaystyle \operatorname {coker} }.

## 선형대수학에서의 여핵
{\displaystyle V}와 {\displaystyle W}가 같은 체에 대한 벡터 공간이고, {\displaystyle f\colon V\to W}가 선형사상이라고 하자. {\displaystyle f}의 여핵 {\displaystyle \operatorname {coker} f}는 그 공역을 상으로 나눈 몫공간이다. 즉
{\displaystyle \operatorname {coker} (f)=W/f(V)}
이다.

## 범주론에서의 여핵
범주론에서 여핵은 핵에 대하여 쌍대 개념이며, 선형대수학에서의 여핵을 일반화한 개념이다. 영사상(zero morphism)이 존재하는 범주를 생각하자. 사상 {\displaystyle f\colon X\to Y}의 여핵은 다음과 같은 그림을 가환시키는 쌍대극한(colimit) {\displaystyle (Q,q\colon Y\to Q)}이다.
예를 들어, 군의 범주에서는 여핵이 존재한다. 군 준동형 {\displaystyle f\colon G\to H}가 주어지면 그 여핵은 {\displaystyle H/f(G)}이다.